# Луговик извилистый
Лугови́к изви́листый, также лерхенфе́льдия извилистая (лат. Lerchenféldia flaxuósa), о́всик извилистый, щу́чка извилистая (лат. Avenélla flexuósa) — травянистое растение, единственный вид рода овсик, или лерхенфельдия (Avenella).

## Ботаническое описание
Многолетний дерновинный злак, образующий наземные столоны. Корневая система мочковатая, поверхностная, как правило, не глубже 25 см, реже — до 50—60 см.
Листья первого года жизни растения короткие, на второй год — наиболее длинные. Генеративные побеги образуются на третий — четвёртый год, с 4—5 узлами с развитыми стеблевыми листьями, высотой 35—50(80) см. Пластинка листа 3—28 см длиной, очень узкая — не более 0,3—0,8 мм шириной, с верхней стороны часто с сосочками, с нижней — гладкая. Влагалища шероховатые, у нижних листьев нередко с розоватым оттенком, язычок до 1 мм длиной, плёнчатый, шиловидный, с обрубленным концом.
Общее соцветие — трёх-, и четырёхкратно разветвлённая раскидистая метёлка, при отцветании сжатая. Колоски не более 3,5—6 м длиной, пурпурного цвета, содержащие по два цветка. Колосковые чешуи 3—4 мм длиной, продолговато-ланцетной формы, прозрачные, шершавые. Нижние цветковые чешуи продолговатые, 3,5—5,5 мм, на верхушке с двумя остриями, средняя жилка переходит в ость, выдающуюся над концом чешуйки на 2—3,5 мм. Верхние цветковые чешуи ланцетные.
Зерновка 2×0,6 мм, масса 1000 зерновок — 0,524—0,736 г.

## Распространение и экология
Вид голаркто-альпийский, с разорванным ареалом. Распространён по всем умеренным регионам Евразии, Северной Америки, Северной Африке, на юге Южной Америки, а также в горах тропической Африки и Азии. Хвойные, преимущественно сосновые леса, поляны, опушки, вырубки.
Микотрофное растение. Хорошо разрастается после вырубки леса или пала. После последнего разрастается особенно пышно благодаря уничтожению лишайниково-мохового покрова.

## Значение и применение
Зимой под снегом до 50 % листьев сохраняются в зелёном состоянии. Благодаря этому представляет выдающуюся ценность как подснежный корм для северных оленей (Rangifer tarandus Linnaeus). Также хорошо поедается оленями осенью и ранней весной. Летом в сухую погоду поедается плохо, в сырую погоду в смеси с ягелем поедается довольно хорошо. Листья одни из главных осенних кормов для белой куропатки (Lagopus lagopus), глухаря (Tetrao urogallus) и тетерева (Lyrurus tetrix).

## Таксономия

### Синонимы
- Aira corsica Tausch, 1837
- Aira flexuosa L., 1753basionym
- Aira montana L., 1753
- Aira versicolor Roem. & Schult., 1817
- Aira vestita Steud., 1854
- Arundo flexuosa (L.) Clairv., 1811
- Avena flexuosa (L.) Mert. & W.D.J.Koch, 1823
- Avena montana (L.) Weber ex F.H.Wigg., 1780
- Avenella flexuosa subsp. montana (L.) Á.Löve & D.Löve, 1956
- Avenella flexuosa subsp. corsica (Tausch) Holub, 1988
- Deschampsia flexuosa (L.) Trin., 1836
- Deschampsia flexuosa var. montana (L.) Griseb., 1852
- Deschampsia macloviana Gand., 1913
- Deschampsia martinii Phil., 1896
- Deschampsia montana (L.) G.Don, 1830
- Deschampsia philippii Macloskie, 1906, nom. nov.
- Deschampsia tenella Phil., 1896, nom. illeg., non Deschampsia tenella Petrie, 1891
- Deschampsia vestita (Steud.) Hauman, 1929
- Erioblastus flexuosus (L.) Honda ex Nakai, 1930
- Lerchenfeldia flexuosa (L.) Schur, 1866
- Lerchenfeldia flexuosa subsp. montana (L.) Tzvelev, 1971
- Lerchenfeldia montana (L.) A.P.Khokhr., 1993
- Podionapus flexuosus (L.) Dulac, 1867
- Salmasia flexuosa (L.) Bubani, 1901

и другие.